# 柴山車站
柴山車站（日语：／ Shibayama eki */?）是一由西日本旅客鐵道（JR西日本）所經營的鐵路車站，位於日本兵庫縣美方郡香美町香住區，是JR西日本山陰本線沿線的一個無人車站。
由於柴山車站地近以捕撈松葉蟹而知名的柴山港，原本只有普通列車停靠的本站，在松葉蟹盛產的季節時也會成為特急列車「濱風」的臨時停靠站。

## 車站結構
對向式月台2面2線的地面車站，海側的1線（1號月台）為不被使用的棒線構造。站舍側的月台（2號月台）只限使用1面1線，由往豐岡方向與往濱坂方向的列車共用。

## 相鄰車站
西日本旅客鐵道
 山陰本線
■快速、■普通
佐津－柴山－香住